# Microlaimus acuticaudatus
Microlaimus acuticaudatus är en rundmaskart som beskrevs av Stekhoven och De Coninck 1933. Microlaimus acuticaudatus ingår i släktet Microlaimus och familjen Microlaimidae. Inga underarter finns listade i Catalogue of Life.